# Франке (Напуљ)
Франке (итал. Franche) је насеље у Италији у округу Напуљ, региону Кампанија.
Према процени из 2011. у насељу је живело 1317 становника. Насеље се налази на надморској висини од 390 м.